# Медейрос, Тереза
Тере́за Меде́йрос (Teresa Medeiros) — американская писательница, автор романтических романов.
Тереза Медейрос написала свой первый роман в двадцать один год и с тех пор продолжает покорять сердца как читателей, так и критиков. Её романы регулярно включаются во все национальные списки бестселлеров в The New York Times, Publishers Weekly и USA Today. Она лауреат многочисленных конкурсов, так, она — дважды победительница Waldenbooks Award for Bestselling Fiction, семикратный финалист самого престижного конкурса Америки в номинации Американские писатели любовных романов (Romance Writers of America), RITA, и победитель конкурса Romantic Times за Historical Love and Laughter (Иронические исторические любовные романы).

## Премии
Победитель:
- 2003 «One Night Of Scandal» — в категории Historical Romance Of The Year Award
- 2009 «Some Like It Wild» — в категории British Isle-Set Historical Romance Award

Номинации:
- 2004 «Yours Until Dawn» — в категории Historical Romance of the Year
- 2005 «After Midnight» — в категории Historical Vampire
- 2006 «The Vampire Who Loved Me» — в категории Historical Paranormal
- 2010 «The Devil Wears Plaid» — в категории Scotland-Set Historical Romance